# Аплет
У програмирању аплет (енгл. Applet) је било која мала апликација која извршава одређени задатак унутар већег програма, често као прикључак (енгл. plug-in).
Прикључак или плаг-ин је софтверска компонента која додаје неку специфичност постојећој софтверској апликацији. Добро познати прикључци су Adobe Flash Player, QuickTime Player, Java plug-in.
Аплет је програмчић, мини апликација која извршава одређене задатке. Израз се често користи да означи Јава аплет, програм написан у програмском језику Јава који је направљен да се стави на веб-страницу.